# Bukit Petaling
Bukit Petaling is een bestuurslaag in het regentschap Indragiri Hulu van de provincie Riau, Indonesië. Bukit Petaling telt 1150 inwoners (volkstelling 2010).